# Tabelot
Tabelot este o comună rurală din departamentul Tchirozerine, regiunea Agadez, Niger, cu o populație de 20.667 de locuitori (2001).